# Fabryczna
Fabryczna is het grootste stadsdeel van Wrocław. Het is gelegen in het westen van de stad en telde anno 2008 in totaal 196.776 inwoners. Het stadsdeel herbergt het grootste gedeelte van de industrie van Wrocław. Sinds 8 maart 1990 heeft het geen eigen bestuursrecht meer. In de wijk Pilczyce (Duits: Pilsnitz) binnen het stadsdeel bevindt zich het nieuwe Stadion Miejski (Stedelijk Stadion), speellocatie van het Europees kampioenschap voetbal 2012.

## Wijken
De wijken van het stadsdeel Fabryczna zijn (met voormalige Duitse namen en jaar van annexatie door de gemeente Breslau c.q. na 1945 door de gemeente Wrocław):
- Gajowice/Gabitz (1868)
- Gądów Mały/Klein Gandau (1928)
- Grabiszyn-Grabiszynek/Gräbchen (1911)
- Janówek/Johannisberg (1973)
- Jarnołtów/Arnoldsmühle (1973)
- Jerzmanowo/Herrmannsdorf (1973)
- Kozanów/Cosel (1928)
- Kuźniki/Schmiedefeld (1928)
- Leśnica/Deutsch Lissa (1928)

- Marszowice/Marschwitz (1973)
- Maślice/Masselwitz (1928)
- Mokra/Muckerau (1973)
- Muchobór Mały/Klein Mochbern (1928)
- Muchobór Wielki/Groß Mochbern (1951)
- Nowa Karczma/Sandberg (1928)
- Nowe Domy/Neuhaus (1928)
- Nowy Dwór/Maria Höfchen (1928)
- Oporów/Opperau (1951)

- Pilczyce/Pilsnitz (1928)
- Popowice/Pöpelwitz (1897)
- Pracze Odrzańskie/Herrnprotsch (1928)
- Pustki/Klein Heidau (1928)
- Ratyń/Rathen (1928)
- Stabłowice/Stabelwitz (1928)
- Stabłowice Nowe/Neu Stabelwitz (1928)
- Strachowice i Osiniec/Strachwitz(1937-45:Schöngarten) (1973)
- Złotniki/Goldschmieden (1928)
- Żar/Saara (1973)
- Żerniki/Neukirch (1928)

Fabryczna · Krzyki · Psie Pole · Stare Miasto · Śródmieście